# Amstel 344
Het complex Amstel 344 hoek Sarphatistraat 15 bestaat uit een kantoorgebouw, waar de Sarphatistraat via de Hogesluis de Amstel kruist in Amsterdam-Centrum.
Op deze plaats stonden vanaf eind 19e eeuw twee gebouwen:
- de privékliniek van Arthur Maurits Mendes de Leon aan Sarphatistraat 13-15
- een privévilla van Anne Willem van Eeghen (1860-1938) aan Amstel 344.

Beide gebouwen hadden, als ze niet gesloopt waren, in aanmerking kunnen komen voor een monumentenstatus. In de jaren vijftig (de wederopbouw) barstte ter plaatse een vernieuwingsdrang los, waarvan beide panden de dupe werden.
Op hun plaats herrees een gebouw voor de levensverzekeringsmaatschappij Utrecht (later opgaand in AMEV en weer later in ASR Nederland. Architect Ben Ingwersen ontwierp een gebouw dat vele etages hoog was. Het was zo hoog dat de dienst Stadsontwikkeling van de gemeente er niet mee akkoord kon gaan. Het werd uiteindelijk een gebouw van zeven etages met veel glas, staal en wat baksteen. De glasgevel aan de kant van de Sarphatistraat is voorzien van een kunstwerk van gekleurd glas van Joop van den Broek, dat in een verticale kolom is geplaatst.
In 1971 vestigde de firma McKinsey & Company zich in het gebouw.